# Blommenslyst
Blommenslyst is een plaats in de Deense regio Zuid-Denemarken, gemeente Odense. De plaats telt 529 inwoners (2020).